# Mericia erigonea
Mericia erigonea là một loài ruồi trong họ Tachinidae.